# Рагби 15 репрезентација Велса
Рагби јунион репрезентација Велса је тим који представља Велс у рагби јунион такмичењима. Рагби јунион у Велсу је национални спорт и део националне културе и традиције. Рагбисти Велса су 26 пута били шампиони Европе и два пута су играли полуфинале светског првенства. Велс важи за једну од највећих европских суперсила у рагбију. Дрес Велса је црвене боје, а утакмице као домаћини играју на стадиону Миленијум. Најпознатији играчки велшког рагбија су Нил Џенкинс, Адам Џоунс, Стивен Џоунс, Луис Џоунс, Дејвид Воткинс, Мервин Дејвис, Гвин Николс, Џонатан Дејвис, Гетин Џенкинс, Клиф Џоунс, Клиф Морган, Калвин Џејмс, Бари Џон, Гарет Томас, Шејн Вилијамс, Сем Ворбертон, Ли Халфпени, Мартин Вилијамс, Џеј Пи Ер Вилијамс, Бледин Вилијамс, Алун Вин Џоунс, Скот Гибс, Гарет Едвардс, Боби Виндзор, Боб Норстер, Џералд Дејвис, Џонатан Дејвис, Вили Дејвис, Џон Доз ...
Успеси
- Куп домаћих нација, Куп пет нација и Куп шест нација

- Освајач (26) : 1888, 1893, 1900, 1905, 1906, 1908, 1909, 1911, 1920, 1922, 1931, 1932, 1936, 1939, 1947, 1950, 1952, 1954, 1955, 1956, 1964, 1965, 1966, 1969, 1970, 1971, 1973, 1975, 1976, 1978, 1979, 1988, 1994, 2005, 2008, 2012, 2013.

## Тренутни састав[3]
- Скот Болдвин
- Кен Овенс
- Томас Франсис
- Пол Џејмс
- Арон Џарвис
- Гетин Џенкинс
- Самсон Ли
- Џејк Бол
- Лук Чартерис
- Доминик Деј
- Алун Вин Џоунс
- Џејмс Кинг
- Џастин Типурик
- Рос Моријарти
- Џејмс Хук
- Тајлер Морган
- Сем Ворбертон - капитен
- Таулупе Фалетау
- Мајк Филипс
- Ли Халфпени
- Џејми Робертс
- Ден Бигар
- Илај Вокер
- Метју Морган
- Гарет Анском
- Ден Лидијат
- Рис Пристланд
- Скот Вилијамс
- Алекс Катберт
- Џорџ Норт
- Лијам Вилијамс
- Халам Ејмос